# Kadji Sports Academy
La Kadji Sport Academy è un centro di formazione sportiva con sede nella periferia ovest di Douala, in Camerun. L'accademia, a cui si appoggia la locale squadra di calcio, è stata fondata dall'industriale Gilbert Kadji. Il complesso sportivo si estende su circa 40 ettari con sette campi da calcio, 12 campi da tennis, due campi da pallacanestro, un campo da pallamano, un campo da pallavolo, una piscina semi-olimpionica, una palestra con sala pesi e un centro di talassoterapia.